# 信念の固執
信念の固執（しんねんのこしつ、英: Belief perseverance、概念保守主義とも呼ばれる）は、それを明確に否定する新しい情報があるにもかかわらず、信念を維持することである。
合理性には概念的柔軟性が含まれるため、信念固執は人間が時として非合理的な方法で行動するという見解と一致している。哲学者F. C. S. シラーは、信念固執が「自然の基本的な『法則』の中に位置づけられるに値する」と主張している。
信念をデバンクしようとする証拠を他者が提示した後に信念が強化される場合、これはバックファイア効果として知られている。バックファイア効果が起こりうる心理的メカニズムは存在するが、このトピックに関する証拠は一貫しておらず、バックファイア効果は実際には非常に稀である。
2020年のバックファイア効果に関する科学文献のレビューでは、理論的にそれらを観察するのに有利な条件下でさえ、その存在を再現することに広範囲にわたって失敗していることが判明した。再現性の欠如により、2020年時点では、ほとんどの研究者はバックファイア効果は人口レベルで起こる可能性が低いか、非常に特定の状況でのみ起こるか、または存在しないと考えている。
ほとんどの人にとって、訂正やファクトチェックが負の効果を持つ可能性は非常に低く、バックファイア効果が一貫して観察されている特定の人々のグループは存在しない。

## 実験心理学からの証拠
リー・ロスとクレイグ・A・アンダーソンによると、「信念は論理的に壊滅的に見える経験的挑戦に直面しても驚くほど回復力がある」。
信念固執の最初の研究は、フェスティンガー、リーケン、シャクターによって実施された。これらの精神科医は、1954年12月21日に世界が終わると信じていた終末論的カルトのメンバーと時間を過ごした。予言の失敗にもかかわらず、ほとんどの信者は彼らの信仰を堅持し続けた。『予言がはずれるとき』（1956年）と『認知的不協和の理論』（1957年）において、フェスティンガーは人間が現実世界で精神的に機能するために内的心理的一貫性を求めることを提案した。内的不一致を経験する人は心理的に不快になる傾向があり、認知的不協和を減らすよう動機づけられる。彼らは、心理的不協和を引き起こす認知に新しい部分を追加する（合理化）か、認知的不協和の程度を増加させる可能性のある状況や矛盾する情報を避ける（確証バイアス）ことによって、ストレスフルな行動を自己正当化するための変更を行う傾向がある。
新しい情報に照らして確率推定を再評価するよう求められたとき、被験者は新しい証拠に不十分な重みしか与えない顕著な傾向を示した。彼らは不正確な予測を彼らの信仰の全体的妥当性の反映として認めることを拒否した。いくつかのケースでは、被験者は以前よりも宗教への信仰が強くなったと報告した。
別の研究では、数学的に能力のある10代の若者と大人に7つの算術問題が与えられ、手動推定を使用して近似解を推定するよう求められた。その後、ますます誤った数字を提供するよう細工された電卓を使用して、正確な答えを求められた（例：252 × 1.2 = 452.4という結果を出すが、実際は302.4）。参加者の約半数が、推定能力や戦術についてコメントしながら7つの課題すべてを通り抜けたが、電卓は間違いないという信念を決して手放さなかった。彼らは単純に、電卓についての以前の仮定が間違っていた可能性があることを認めることを拒否した。
リー・ロスとクレイグ・A・アンダーソンは、一部の被験者を、消防士のリスクを取ることへの表明された選好と職業的パフォーマンスとの間に正の相関があるという誤った信念に導いた。他の被験者には相関が負であると告げられた。参加者はその後徹底的にデブリーフィングされ、リスクを取ることとパフォーマンスとの間にリンクがないことを知らされた。これらの著者は、デブリーフィング後のインタビューが重要なレベルの信念固執を示していることを発見した。
別の研究では、被験者が約4時間、ハンズオン教育マニュアルの指示に従った。ある時点で、マニュアルは球体が実際よりも50パーセント大きいと信じさせる公式を導入した。被験者はその後実際の球体を与えられ、その体積を決定するよう求められた：最初に公式を使用し、次に球体を水で満たし、水を箱に移し、箱の中の水の体積を直接測定することによって。このシリーズの最後の実験では、19人の被験者全員が自然科学の博士号を持ち、2つの主要大学で研究者または教授として雇用されており、より大きな球体で2つの体積測定の比較を2回目に実施した。これらの科学者のうち1人を除いて全員が、経験的証拠にもかかわらず偽の公式にしがみついた。

## バックファイア効果
信念をデバンクしようとする証拠を他者が提示した後に信念が強化される場合、これはバックファイア効果として知られている（ブーメラン効果と比較）。例えば、ワクチン接種の安全性に関する情報を提供することがワクチン忌避の増加をもたらす場合、これが適用される。バックファイア効果のタイプには以下が含まれる：親しみやすさバックファイア効果（神話をより身近にすることから）、オーバーキルバックファイア効果（あまりに多くの議論を提供することから）、世界観バックファイア効果（誰かの世界観を脅かす証拠を提供することから）。偽情報をデバンクするための多くの技術があり、核となる事実を強調し神話を強調しないこと、今後の情報が偽であるという明確な警告を提供すること、偽情報をデバンクすることによって残されたギャップを埋めるための代替説明を提供することなどがある。しかし、より最近の研究では、バックファイア効果は以前考えられていたほど可能性が高くないという証拠が提供されている。
バックファイア効果が起こりうる心理的メカニズムは存在するが、このトピックに関する証拠は一貫しておらず、バックファイア効果は実際には非常に稀である。2020年のバックファイア効果に関する科学文献のレビューでは、理論的にそれらを観察するのに有利な条件であっても、その存在を再現することに広範囲にわたって失敗していることが判明した。再現性の欠如により、2020年時点では、ほとんどの研究者はバックファイア効果は人口レベルで起こる可能性が低いか、非常に特定の状況でのみ起こるか、または存在しないと考えている。最初にバックファイア効果の発生を提案した研究者の一人であるブレンダン・ナイハンは、2021年に偽情報の持続は他の要因によるものである可能性が最も高いと書いた。
ほとんどの人にとって、訂正やファクトチェックが負の影響を与える可能性は非常に低く、バックファイア効果が一貫して観察されている特定の人々のグループは存在しない。人々に事実の訂正を提示することは、多くの状況で正の効果を持つことが実証されている。例えば、これは9/11陰謀論の信者に実際の専門家や目撃者による声明を知らせるケースで研究されている。一つの可能性は、批判が誰かの世界観やアイデンティティに挑戦する場合に最も反発しやすいということである。これは、そのような挑戦を避けながら批判を提供することが効果的なアプローチである可能性を示唆している。
多くの場合、バックファイア効果がメディアやブロガーによって議論されるとき、特定のサブグループに関する研究から誤った一般化がなされ、バックファイア効果が全人口およびすべての訂正の試みに適用されるという誤った結論に至っている。

## 文化的革新における信念固執
物理学者マックス・プランクは「新しい科学的真理は、その反対者を説得し彼らに光を見せることによって勝利するのではなく、むしろその反対者が最終的に死に、それに馴染みのある新しい世代が育つからである」と書いた。例えば、偉大なギリシャの天文学者サモスのアリスタルコスの太陽中心説は、約1,800年後に再発見される必要があり、そしてその後でさえ天文学者がその正確性を当然のこととして受け取る前に大きな闘争を経なければならなかった。
信念の持続はしばしば個人内認知プロセスを伴う。「決定的な事実がついに私の注意に押し付けられたとき」と化学者ジョセフ・プリーストリーは書いた、「私が感覚の証拠に屈したのは非常にゆっくりと、大きなためらいとともにであった」。

## 教育における信念固執
学生はしばしば「この見解と一致しない情報に直面したときでさえ、彼らの世界観の一部を形成するアイデアにしがみつく」。例えば、学生は太陽系を学習するのに数ヶ月を費やし、関連するテストで良い成績を収めるかもしれないが、それでも月の知覚される満ち欠けが地球の影によって作られると信じている。彼らが学んだことは、その知識以前に持っていた信念に侵入することができなかった。

## 原因
信念固執の原因は不明のままである。2010年代の実験は、脳内の神経化学的プロセスが報酬学習の強い注意バイアスの基礎となることを示唆している。類似のプロセスが信念固執の基礎となる可能性がある。
ピーター・マリスは、確信を放棄するプロセスは悲嘆の解決に似ていることを示唆している。「人生の予測可能性を守る衝動は、人間心理学の基本的で普遍的な原理である。」人間は「継続性への深く根ざした執拗な必要性」を持っている。
科学哲学者トーマス・クーンは、概念変化とゲシュタルト知覚シフト（例：だまし絵において老婆を若い女性として見ることの困難）との類似性を指摘している。したがって、一つの確信から別の確信への切り替えの困難は、知覚的または認知的領域の再配置の困難に遡ることができる。